# Newton da Matta
Newton Marin da Matta (Rio de Janeiro, 14 de fevereiro de 1935 – Bragança Paulista, 6 de março de 2006) foi um ator, dublador, escritor, locutor e diretor de dublagem brasileiro. Iniciou suas atividades artísticas no rádio, atuando nas emissoras TV Tupi, Mayrink Veiga e Nacional, no Rio de Janeiro, aos onze anos. Mais tarde, na Rádio Nacional, foi escritor de novelas e diretor de elenco. Na televisão, atuou como ator e autor de Tele-Peças, na Rede Tupi, TV Rio e Rede Globo.

## Biografia
No teatro, foi o primeiro Pedrinho do Sítio do Picapau Amarelo no Teatro Ginástico e Copacabana, no Rio de Janeiro. Mais tarde, montou peças de Pirandello, entre outras.
Foi um dos diretores do musical "Alô Dolly" no Teatro João Caetano. A partir de 1960, foi convidado por Herbert Richers e Victor Berbara a dirigir e atuar como dublador. Foi o surgimento da dublagem na cidade do Rio de Janeiro.
Desde então, dublou seriados, entre eles Dr. Kildare, dublando o ator Richard Chamberlain, Dallas, dublando o ator Patrick Duffy e A Gata e o Rato, dublando o ator Bruce Willis. Aliás Da Matta era o dublador oficial do ator Bruce Willis, emprestando sua voz a quase todos os filmes do ator.
Em longas-metragens, já dublou, além de Bruce Willis, os atores Dustin Hoffman, Paul Newman, Louis Jordan, Mickey Rourke, James Farentino, Peter O'Toole.
Também fez parte da fantástica dublagem da trilogia A Gaiola das Loucas no estúdio Álamo, em que dublava Albin Mougeotte (Zazá) vivido pelo ator Michel Serrault. Ao lado de Márcio Seixas como Renato Baldie e de Garcia Júnior como Jacob, o trio garantia o humor na versão brasileira da comédia.
Dirigiu em meados dos anos 1980 a dublagem de ThunderCats na Herbert Richers, dublando o personagem principal Lion-O.
Newton da Matta dublou exclusivamente para a Herbert Richers de 1960, quando entrou na dublagem, até 2000, e depois disso passou a dedicar-se a Double Sound, onde foi diretor e dublador como na Herbert Richers, e assim foram-se 3 anos, em 2003 ele mudou-se para São Paulo, começando a dublar e dirigir na Parisi Vídeo, Álamo e Tempo Filmes.
Em seus últimos dias Newton da Matta trabalhava como diretor do estúdio de dublagem Tempo Filmes em São Paulo, responsável pela dublagem de programas dos canais a cabo Discovery Channel, People+Arts, Discovery Kids e Animal Planet.
Seu último trabalho, dublando o ator Bruce Willis foi no filme Sin City de Frank Miller, realizado no estúdio Delart, no Rio de Janeiro. Antes de morrer, foi cotado para dublar Hades em Os Cavaleiros do Zodíaco, papel que ficou a cargo de Marcelo Pissardini.
Foi indicado a Melhor Dublador Coadjuvante no Prêmio Yamato de 2006 por seu trabalho na série CSI: Investigação Criminal.

## Morte
Faleceu aos 71 anos, na tarde de 6 de março de 2006, em Bragança Paulista, interior do estado de São Paulo, onde estava internado havia mais de trinta dias no Hospital Universitário São Francisco.
Seu corpo foi enterrado no Cemitério São João Batista, em Botafogo no Rio de Janeiro.

## Trabalhos como dublador

### Filmes
| Ator                | Filme(s) dublados |
| ------------------- | --- |
| Bruce Willis        | Duro de Matar, Duro de Matar 2, Duro de matar 3 - A vingança, Duas Vidas, Pulp Fiction - Tempo de violência, Sin City - A Cidade do Pecado, A morte lhe cai bem, Corpo Fechado, Nova York Sitiada, O Sexto Sentido, Código Para o Inferno, Vida Bandida, Armageddon, Lágrimas do Sol, Meu Vizinho Mafioso, Meu Vizinho Mafioso 2 (TV/ DVD), A História de Nós Dois, O Quinto Elemento, O Chacal, O Último Boy Scout, Hudson Hawk - O Falcão Está à Solta, A Fogueira das Vaidades, Billy Bathgate - O Mundo a Seus Pés, Assassinato em Hollywood, Zona de Perigo, O Ultimo Matador, Os doze Macacos, Grande Hotel, North, Refém, Pensamentos Mortais, As Panteras Detonando, A Guerra de Hart, Olha Quem Está Falando, Olha Quem Está Falando Também |
| Dustin Hoffman      | Huckabees - A Vida é uma Comédia, O Júri, Esfera (TV/TV Paga), Mera Coincidência, O Quarto Poder, Epidemia, Tootsie (Globo e DVD), Hook - A Volta do Capitão Gancho (TV), Rain Man, Ishtar, A Primeira Noite de Um Homem, Kramer versus Kramer, Vida que Segue, Sleepers - A Vingança Adormecida, O Júri |
| Warren Beatty       | Shampoo, Politicamente Incorreto, Ricos, Bonitos e Infiéis, Dick Tracy, Bugsy e Clamor do Sexo |
| Jason Miller        | O Exorcista,O Exorcista II - O Herege |
| Terence Hill        | Par ou Ímpar, Eu, Você, Ele e os Outros, Os Dois Super Tiras de Miami, Dois Loucos com Sorte, Quem Encontra um Amigo, Encontra um Tesouro e I Due Superpiedi Quasi Paitti |
| Terrence Stamp      | Superman -O Filme (DVD), Planeta Vermelho, Priscila, A Rainha do Deserto e O Grande Assalto |
| Paul Newman         | Rebeldia Indomável, Uma carta de amor, A Cor do Dinheiro, Blaze |
| Bronson Pinchot     | Um tira da pesada, Negócio Arriscado e Coragem Sob Fogo |
| Jeffrey Hunter      | Rei dos Reis, Rastros de Ódio, e Audazes e Malditos |
| Dick Van Dyke       | Mary Poppins e O Calhambeque Mágico |
| Gene Wilder         | O Pequeno Príncipe, O Irmão mais esperto de Sherlock Holmes, Tudo o que Você Sempre Quis Saber Sobre Sexo, Mas Tinha Medo de Perguntar |
| Clint Eastwood      | Josey Wales - O Fora da Lei (Redublagem) e Crime Verdadeiro |
| Mel Gibson          | Mad Max e Mad Max 2 - A Caçada Continua |
| Harrison Ford       | O Fugitivo e Revelação |
| Al Pacino           | Um dia para relembrar e Em nome do Pai (Imagem) |
| Andy Garcia         | Quando um Homem Ama Uma Mulher |
| Robô Sonny          | Eu, Robô |
| Martin Sheen        | Spawn |
| Richard Chamberlain | Inferno na torre e Os Pássaros Feridos |
| Stacy Keach         | A Outra História Americana |
| Rémy Girard         | O declínio do império americano |
| Robert De Niro      | O Poderoso Chefão:Parte II (VHS) |
| Gene Kelly          | Cantando na Chuva |
| Jon Voight          | Inimigo do Estado |
| Jack Nicholson      | Marte Ataca! (TV) |

### Desenhos animados e Animes
| Personagem            | Desenho(s) ou Animes dublados                    |
| --------------------- | ------------------------------------------------ |
| Fazendeiro Fitzgibbon | A Ratinha Valente (1ª dublagem: Herbert Richers) |
| Basil                 | As Peripécias do Ratinho Detetive                |
| Batman e Relâmpago    | Super Amigos                                     |
| Capitão Gancho        | Peter Pan: De Volta à Terra do Nunca             |
| Manny                 | Vida de Inseto                                   |
| Lion                  | Thundercats                                      |
| Looten Plunder        | Capitão Planeta (apenas no 2º episódio)          |

### Séries
| Personagem                                      | Série dublada                             |
| ----------------------------------------------- | ----------------------------------------- |
| Rupert Giles (Anthony Stewart Head)             | Buffy a Caça Vampiros                     |
| Balki Bartokomus/Zeca Taylor (Bronson Pinchot)  | Primo Cruzado                             |
| Bobby Ewing (Patrick Duffy)                     | Dallas (temporada 1-9)                    |
| David Addison (Bruce Willis)                    | A Gata e o Rato                           |
| David Banner (Bill Bixby)                       | Hulk                                      |
| Dr. James Kildare (Richard Chamberlain)         | Dr. Kildare                               |
| Capitão Jim Brass (Paul Guilfoyle)              | CSI: Investigação Criminal (primeira voz) |
| Padre Ralph de Bricassart (Richard Chamberlain) | Pássaros Feridos                          |
| Richard Kimball (David Janssen)                 | O Fugitivo                                |
| Vernon Schillinger (J. K. Simmons)              | Oz                                        |

### Locutor
- Narrador de Pinky, Felícia e o Cérebro
- Locutor em Shaider (alguns episódios)